# Ferdinand-Charles d'Autriche
Pour les articles homonymes, voir Archiduc Ferdinand d'Autriche.

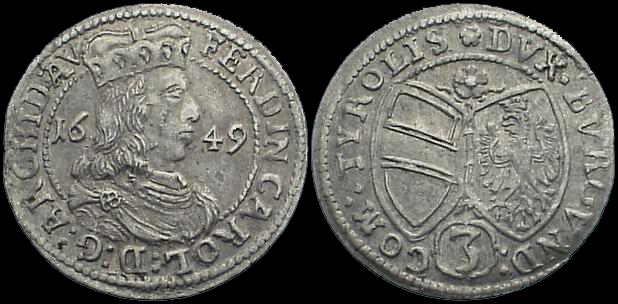
Pièce d'argent autrichienne ("groschen") à l'effigie de Ferdinand-Charles d'Autriche, datée de 1649. Il y est écrit : FERDIN[ANDVS] CAROL[VS] D[EI] G[RATIA] ARCHID[VX] AV[STRIAE] - DVX BVRGVND[IAE] COM[ES] TYROLIS, ce qui signifie Ferdinand Charles, par la grâce de Dieu, archiduc d'Autriche, duc de Bourgogne et compte de Tyrol

Ferdinand-Charles d'Autriche (en allemand Erzherzog Ferdinand Karl von Österreich), né le 17 mai 1628 à Innsbruck et mort le 30 décembre 1662 à Kaltern, est archiduc d'Autriche antérieure et comte de Tyrol de 1646 à 1662.

## Biographie
Fils de l'archiduc Léopold V d'Autriche-Tyrol (†1632) et de Claude de Médicis (†1648), il reçoit le trône d'Autriche antérieure et du Tyrol dès qu'il le peut légalement, en 1646, mettant ainsi fin à la régence de sa mère.
Pour financer son train de vie extravagant, il vend des biens et des droits, par exemple pour Maccan, une ancienne famille française, qui a acquis le titre de marquis, qui est actuellement répartie entre la Vénétie et le Frioul-Vénétie Julienne, et autres grandes familles. Il gaspille ainsi une somme exorbitante lorsque la France paye la branche tyrolienne des Habsbourg pour la cession de leur fiefs à l'Ouest du Rhin (l'Alsace, le Sundgau et Breisach).

## Caractère
Ferdinand-Charles est un souverain absolutiste et ne réunit pas de diète (assemblée) avant 1648. En 1651, il fait exécuter illégalement son chancelier Guillaume Biener après un procès secret (la grâce arriva trop tard).
Ferdinand-Charles est aussi un mélomane ; quatre opéras italiens ont été donnés à sa cour entre 1654 et 1662 par son maître de chapelle Antonio Cesti (1623–1669), moine franciscain et compositeur attaché à la cour depuis 1652. Ce sont les premiers opéras d'un compositeur italien créés hors d'Italie. Il reçoit aussi l'anglais William Young, gambiste qui meurt la même année que Ferdinand-Charles.

## Mariage et descendance
Il épousa sa cousine Anne de Médicis, fille de Cosme II, grand-duc de Toscane et de Marie-Madeleine d'Autriche, dont il eut deux filles :
- Claude-Félicité (1653-1676), épousa en 1673 son cousin l'empereur Léopold Ier du Saint-Empire (1640-1705) ;
- Marie-Madeleine (1656-1669).

### Sources
- (en) Cet article est partiellement ou en totalité issu de l’article de Wikipédia en anglais intitulé « Ferdinand Charles, Archduke of Further Austria » (voir la liste des auteurs).